# K5리그 울산
K5리그 울산(K5 League Ulsan)은 K5리그의 울산 권역 대회이다. 권역 최하위는 K6리그 울산으로 강등되며 우승팀은 K5리그 챔피언십에 진출한다.

## 역사
2015년 12월 대한축구협회는 새로운 아마추어리그를 출범한다고 밝혔다.
2019년 디비전5리그로 창립할 계획이었으나 KFA는 통일성 및 연계성을 추구하고자, 2019년에 기존 디비전6리그와 디비전7리그가 각각 K6리그, K7리그로 개칭하여, 이에 맞추어 디비전5리그도 K5리그로 개칭하였다.

## 역대 우승팀
| 시즌 | 우승팀    | 준우승팀  |
| ---- | --------- | --------- |
| 2019 | 동울산 FC | 시터스 FC |
| 2020 | 523 FC    | 동울산 FC |

## K5리그 챔피언십 성적
| 시즌 | 출전팀    | 결과 |
| ---- | --------- | ---- |
| 2019 | 동울산 FC | 4강  |
| 2020 | 523 FC    | 4강  |